# A Videoton FC 2002–2003-as szezonja
A Videoton FC 2002–2003-as szezonja szócikk a Videoton FC első számú férfi labdarúgócsapatának egy szezonjáról szól, mely sorozatban a 3., összességében pedig a 34. idénye a csapatnak a magyar első osztályban. A klub fennállásának ekkor volt a 61. évfordulója.

## Mérkőzések
| Színmagyarázat | Színmagyarázat |
| -------------- | -------------- |
|                | Győzelem.      |
|                | Döntetlen.     |
|                | Vereség.       |

### Borsodi Liga 2002–03

#### Őszi fordulók
| 1. forduló 2002. július 26. |

| MTK Hungária                                       | 3 – 1   | Videoton            |
| -------------------------------------------------- | ------- | ------------------- |
| Czvitkovics 29' Ferenczi 37' Illés 79' Némethy 18' | (2 – 0) | Hamar 78' Vasas 31' |

| Hidegkuti Nándor Stadion, Budapest Nézőszám: 1 500 Játékvezető: Ábrahám Attila (magyar) |

| 2. forduló 2002. augusztus 3. |

| Siófok FC                          | 1 – 1   | Videoton             |
| ---------------------------------- | ------- | -------------------- |
| Fülöp 90' Filipović 74' Koller 87' | (0 – 1) | Róth 17' Vilotić 74' |

| Révész Géza utcai stadion, Siófok Nézőszám: 3 500 Játékvezető: Dubraviczky Attila (magyar) |

| 3. forduló 2002. augusztus 9. |

| Videoton                           | 1 – 2   | Újpest                                                 |
| ---------------------------------- | ------- | ------------------------------------------------------ |
| Lins 83' Tímár 5' Vasas 77′, 90+2′ | (0 – 1) | Juhár 2' Horváth 90' Kovács 34' Tamási 35' Vlaszák 62′ |

| Sóstói Stadion, Székesfehérvár Nézőszám: 2 500 Játékvezető: Szarka Zoltán (magyar) |

| 4. forduló 2002. augusztus 16. |

| Kispest–Honvéd                                 | 0 – 0   | Videoton          |
| ---------------------------------------------- | ------- | ----------------- |
| Dulca 4' Hercegfalvi 29' Balint 33' Takács 56' | (0 – 0) | Lins 1' Monye 37' |

| Bozsik József Stadion, Budapest Nézőszám: 800 Játékvezető: Makai János (magyar) |

| 5. forduló 2002. augusztus 24. |

| Videoton                                      | 2 – 2   | Debreceni VSC                     |
| --------------------------------------------- | ------- | --------------------------------- |
| Monye 71' Terjék 86' Stanojević 14' Hamar 62' | (0 – 1) | Habi 5' 42' Kiss 83' Șumudică 78' |

| Sóstói Stadion, Székesfehérvár Nézőszám: 1 500 Játékvezető: Hanacsek Attila (magyar) |

| 6. forduló 2002. augusztus 31. |

| Előre FC Békéscsaba     | 0 – 2   | Videoton            |
| ----------------------- | ------- | ------------------- |
| Bánföldi 58' Gabala 78' | (0 – 0) | Gajić 46' Hamar 69' |

| Kórház utcai stadion, Békéscsaba Nézőszám: 4 500 Játékvezető: Fábián Mihály (magyar) |

| 7. forduló 2002. szeptember 14. |

| Videoton                               | 1 – 4   | Győri ETO                                                                 |
| -------------------------------------- | ------- | ------------------------------------------------------------------------- |
| Hamar 60' 68' Tímár 38' Stanojević 61' | (0 – 1) | Hucika 8' 38' Baumgartner 53' Perić 76' 90+1' Jovanović 40' Nyicsenko 51' |

| Sóstói Stadion, Székesfehérvár Nézőszám: 1 500 Játékvezető: Megyebíró János (magyar) |

| 8. forduló 2002. szeptember 21. |

| FC Sopron                                   | 2 – 0   | Videoton |
| ------------------------------------------- | ------- | -------- |
| Tóth M. 60' Tóth A. 66' Sira 57' Pintér 72' | (0 – 0) |          |

| Káposztás utcai Stadion, Sopron Nézőszám: 2 300 Játékvezető: Világi Balázs (magyar) |

| 9. forduló 2002. szeptember 28. |

| Videoton                                     | 2 – 1   | Zalaegerszegi TE                 |
| -------------------------------------------- | ------- | -------------------------------- |
| Dvéri 4' Pomper 65' Stanojević 33' Tímár 60' | (1 – 0) | Kenesei 51' 60′ Szamosi 55′, 64′ |

| Sóstói Stadion, Székesfehérvár Nézőszám: zárt kapuk Játékvezető: Hanacsek Attila (magyar) |

| 10. forduló 2002. október 5. |

| Dunaferr SE | 0 – 0   | Videoton                                    |
| ----------- | ------- | ------------------------------------------- |
| Alex 80'    | (0 – 0) | Némedi 25' Pomper 29' Tóth B. 50' Dvéri 62' |

| Dunaújváros Nézőszám: 2 000 Játékvezető: Solymosi Péter (magyar) |

| 11. forduló 2002. október 19. |

| Videoton       | 0 – 3               | Ferencváros                                         |
| -------------- | ------------------- | --------------------------------------------------- |
| Stanojević 34' | (0 – 0) Jegyzőkönyv | Dragóner 60' Lipcsei 63' 79' (11-esből) Kriston 32' |

| Sóstói Stadion, Székesfehérvár Nézőszám: zárt kapus Játékvezető: Megyebíró János (magyar) |

| 12. forduló 2002. október 26. |

| Videoton             | 0 – 0   | MTK Hungária     |
| -------------------- | ------- | ---------------- |
| Dvéri 45' Pomper 84' | (0 – 0) | Jezdimirović 77' |

| Sóstói Stadion, Székesfehérvár Nézőszám: 1 000 Játékvezető: Kassai Viktor (magyar) |

| 13. forduló 2002. november 1. |

| Videoton                                 | 2 – 4   | Siófok FC                                                         |
| ---------------------------------------- | ------- | ----------------------------------------------------------------- |
| Dvéri 30' 87' Tóth N. 49' Tímár 55′, 62′ | (1 – 2) | Fülöp 25' 90+2' Schultz 34' Filipović 63' 17' Pantic 48' Erős 54' |

| Sóstói Stadion, Székesfehérvár Nézőszám: 1 500 Játékvezető: Dubraviczky Attila (magyar) |

| 14. forduló 2002. november 9. |

| Újpest                             | 2 – 1   | Videoton                    |
| ---------------------------------- | ------- | --------------------------- |
| Kovács 6' 18' Tamási 15' Kunzo 80' | (2 – 0) | Tóth N. 62' 63' Tóth B. 77' |

| Megyeri út, Budapest Nézőszám: 1 581 Játékvezető: Kiss Béla (magyar) |

| 15. forduló 2002. november 16. |

| Videoton                      | 2 – 0   | Kispest–Honvéd                   |
| ----------------------------- | ------- | -------------------------------- |
| Terjék 32' 89' Stanojević 83' | (1 – 0) | Dulca 16' Pandur 75' Batrinu 81' |

| Sóstói Stadion, Székesfehérvár Nézőszám: 2 000 Játékvezető: Ábrahám Attila (magyar) |

| 16. forduló 2002. november 23. |

| Debreceni VSC | 0 – 0   | Videoton                                     |
| ------------- | ------- | -------------------------------------------- |
| Bernáth 81'   | (0 – 0) | Tóth N. 26' Dvéri 43' Tóth B. 51' Terjék 55' |

| Oláh Gábor utcai stadion, Debrecen Nézőszám: 4 000 Játékvezető: Erdős József (magyar) |

| 17. forduló 2002. november 30. |

| Videoton           | 1 – 3   | Előre FC Békéscsaba                                                   |
| ------------------ | ------- | --------------------------------------------------------------------- |
| Róth 88' Tímár 35' | (0 – 1) | Gavrilović 31' 72' Keresztúri 49' Bánföldi 38' Udvari 75' Megyesi 90' |

| Sóstói Stadion, Székesfehérvár Nézőszám: 1 110 Játékvezető: Fábián Mihály (magyar) |

#### Tavaszi fordulók
| 18. forduló 2003. március 8. |

| Győri ETO | 0 – 4   | Videoton                                                     |
| --------- | ------- | ------------------------------------------------------------ |
|           | (0 – 0) | Róth 55' 88' Tóth N. 86' 69' Korsós 89' Vasas 28' Pomper 76' |

| Rába ETO Stadion, Győr Nézőszám: 5 000 Játékvezető: Bede Ferenc (magyar) |

| 19. forduló 2003. március 12. |

| Videoton                                  | 3 – 2   | FC Sopron                                     |
| ----------------------------------------- | ------- | --------------------------------------------- |
| Pomper 19' Dvéri 66' Szalai 72' Monye 58' | (1 – 1) | Lazić 44' Tóth M. 84' Tóth A. 43' Fehér 90+2' |

| Sóstói Stadion, Székesfehérvár Nézőszám: 3 000 Játékvezető: Erdős József (magyar) |

| 20. forduló 2003. március 15. |

| Zalaegerszegi TE | 0 – 3   | Videoton                             |
| ---------------- | ------- | ------------------------------------ |
| Kocsárdi 84'     | (0 – 0) | Pomper 47' 60' Dvéri 70' Tóth N. 81' |

| ZTE Aréna, Zalaegerszeg Nézőszám: 5 000 Játékvezető: Drucskó János (magyar) |

| 21. forduló 2003. március 22. |

| Videoton                                                        | 3 – 0   | Dunaferr SE |
| --------------------------------------------------------------- | ------- | ----------- |
| Korsós 6' Terjék 39' Pomper 70' Kóczián 5' Róth 81' Tóth N. 86' | (2 – 0) | Zsók 20'    |

| Sóstói Stadion, Székesfehérvár Nézőszám: 4 000 Játékvezető: Világi Balázs (magyar) |

| 22. forduló 2003. április 5. |

| Ferencváros            | 1 – 0               | Videoton |
| ---------------------- | ------------------- | -------- |
| Kriston 33' Vukmir 27' | (1 – 0) Jegyzőkönyv |          |

| Üllői út, Budapest Nézőszám: 6 262 Játékvezető: Ábrahám Attila (magyar) |

| 23. forduló (rájátszás) 2003. április 12. |

| Videoton                                    | 2 – 0   | Zalaegerszegi TE     |
| ------------------------------------------- | ------- | -------------------- |
| Tóth N. 51' Korsós 81' Róth 59' Kóczián 64' | (0 – 0) | Vincze 26' Balog 65' |

| Sóstói Stadion, Székesfehérvár Nézőszám: 3 000 Játékvezető: Bede Ferenc (magyar) |

| 24. forduló (rájátszás) 2003. április 19. |

| Kispest–Honvéd           | 1 – 0   | Videoton                         |
| ------------------------ | ------- | -------------------------------- |
| Torghelle 42' Takács 70' | (1 – 0) | Vochin 19' Kóczián 51' Dvéri 88' |

| Bozsik József Stadion, Budapest Nézőszám: 2 000 Játékvezető: Solymosi Péter (magyar) |

| 25. forduló (rájátszás) 2003. április 23. |

| Videoton                             | 3 – 0   | Előre FC Békéscsaba         |
| ------------------------------------ | ------- | --------------------------- |
| Dvéri 23' 77' Korsós 39' Tóth N. 53' | (2 – 0) | Tóth Gy. 46' Lapsánszki 48' |

| Sóstói Stadion, Székesfehérvár Nézőszám: 1 000 Játékvezető: Sápi Csaba (magyar) |

| 26. forduló (rájátszás) 2003. április 26. |

| Videoton                                                                                       | 4 – 0   | Dunaferr SE        |
| ---------------------------------------------------------------------------------------------- | ------- | ------------------ |
| Szabó 11' Korsós 13' Pomper 45' Magasföldi 90' Tóth B. 34' Tóth N. 56' Paleikov 71' Ristić 84' | (3 – 0) | Rozsi 45' Nyúl 50' |

| Sóstói Stadion, Székesfehérvár Nézőszám: 1 000 Játékvezető: Erdős József (magyar) |

| 27. forduló (rájátszás) 2003. május 3. |

| FC Sopron | 0 – 2   | Videoton                                                  |
| --------- | ------- | --------------------------------------------------------- |
|           | (0 – 0) | Pomper 79' Tóth N. 90+1' Szalai 14' Paleikov 39' Róth 82' |

| Káposztás utcai Stadion, Sopron Nézőszám: 1 750 Játékvezető: Saskőy Szabolcs (magyar) |

| 28. forduló (rájátszás) 2003. május 10. |

| Zalaegerszegi TE                                     | 3 – 2   | Videoton                              |
| ---------------------------------------------------- | ------- | ------------------------------------- |
| Kenesei 19' Józsi 82' Gyánó 86' Szabó 22' Vincze 64' | (1 – 1) | Tóth B. 10' Földes 56' 29' Korsós 58' |

| ZTE Aréna, Zalaegerszeg Nézőszám: 1 500 Játékvezető: Szarka Zoltán (magyar) |

| 29. forduló (rájátszás) 2003. május 14. |

| Videoton                | 1 – 2   | Kispest–Honvéd                                 |
| ----------------------- | ------- | ---------------------------------------------- |
| Tóth B. 22' Kóczián 55' | (1 – 2) | Sasu 24' 29' Dubecz 47' Pandur 87' Zombori 90' |

| Sóstói Stadion, Székesfehérvár Nézőszám: 2 000 Játékvezető: Makai János (magyar) |

| 30. forduló (rájátszás) 2003. május 17. |

| Előre FC Békéscsaba      | 1 – 0   | Videoton                |
| ------------------------ | ------- | ----------------------- |
| Schindler 18' Bujáki 90' | (1 – 0) | Tímár 87′ Tóth B. 90+1′ |

| Kórház utcai stadion, Békéscsaba Nézőszám: 2 500 Játékvezető: Hajdó Attila (magyar) |

| 31. forduló (rájátszás) 2003. május 24. |

| Dunaferr SE                          | 2 – 2   | Videoton                                 |
| ------------------------------------ | ------- | ---------------------------------------- |
| Lengyel 21' Nikolov 66' 16' Nyúl 69′ | (1 – 0) | Vochin 59' Róth 86' Dvéri 35' Földes 47' |

| Dunaújváros Nézőszám: 1 500 Játékvezető: Kiss Béla (magyar) |

| 32. forduló (rájátszás) 2003. május 31. |

| Videoton             | 1 – 2   | FC Sopron               |
| -------------------- | ------- | ----------------------- |
| Róth 41' Vilotić 23' | (1 – 0) | Tóth M. 82' Horváth 88' |

| Sóstói Stadion, Székesfehérvár Nézőszám: 1 070 Játékvezető: Sápi Csaba (magyar) |

#### A végeredmény (Alsóház)
| #  | Csapat               | J  | Gy | D | V  | Rg | Kg | Gk  | P  | Megjegyzés             |
| -- | -------------------- | -- | -- | - | -- | -- | -- | --- | -- | ---------------------- |
| 7  | Zalaegerszegi TE FC  | 32 | 15 | 8 | 9  | 62 | 49 | +13 | 53 |                        |
| 8  | Videoton FC Fehérvár | 32 | 11 | 7 | 14 | 46 | 41 | +5  | 40 | 2003-as Intertotó-kupa |
| 9  | MATÁV FC Sopron      | 32 | 9  | 9 | 14 | 47 | 54 | -7  | 36 |                        |
| 10 | Előre FC Békéscsaba  | 32 | 9  | 5 | 18 | 42 | 71 | -29 | 32 |                        |
| 11 | Kispest Honvéd FC    | 32 | 8  | 5 | 19 | 43 | 66 | -23 | 29 | Kiesett az NB I/B-be   |
| 12 | Dunaferr SE          | 32 | 4  | 8 | 20 | 37 | 72 | -35 | 20 | Kiesett az NB I/B-be   |

## Külső hivatkozások
- A Videoton FC hivatalos honlapja